# W. E. B. Griffin
W. E. B. Griffin (eigentlich William Edmund Butterworth III; * 10. November 1929 in Newark, New Jersey; † 12. Februar 2019 in Daphne, Alabama) war ein US-amerikanischer Schriftsteller.
Er war der Verfasser von mehr als 250 Büchern, insbesondere Kriegs- und Kriminal-Romanen, mit einer Gesamtauflage von mehr als 50 Millionen, die in mehr als zehn Sprachen erschienen, darunter Hebräisch, Chinesisch, Japanisch und Ungarisch. Er schrieb unter verschiedenen Pseudonymen: W. E. B. Griffin – Alex Baldwin, Webb Beech, Walter E. Blake, Jack Dugan, John Kevin Dugan, Eden Hughes, James McDouglas, Allison Mitchell, Edmund O. Scholefield, Blakely St. James, Patrick J. Williams. Als W. E. B. Griffin verfasste er 61 Romane in sieben Serien.
Griffin wuchs in New York City und Philadelphia, Pennsylvania, auf. Die Mutter kam aus einer pennsylvaniadeutschen Familie mit hessischem Hintergrund. Dies führte bei Griffin zu einer nuancierteren Einschätzung der Deutschen und ihres Landes. Im Jahr 1946 ging er in die US Army und diente unter anderem in einer Polizeieinheit der US-Besatzungstruppen in Deutschland. Seine Tätigkeit hier brachte ihn mit der Familie des Hitler-Attentäters Claus Schenk Graf von Stauffenberg zusammen. 1951 studierte er an der Philipps-Universität Marburg (in deren Beleg-/Matrikel-Listen er bislang allerdings nicht auszumachen ist), dann wurde er wieder einberufen, um am Koreakrieg teilzunehmen. Für seinen Einsatz als Kriegsreporter und Presseoffizier wurde er mit dem Expert Infantryman Badge ausgezeichnet. 1953 verließ er den aktiven Militärdienst, zuletzt im Range eines Sergeant.
Der Erfolg stellte sich bei Griffin erst im späten Lebensalter ein, als er die 50 überschritten hatte, und zwar in den für ihn typischen Genres des Militär-, später des Polizei-Thrillers. Der schriftstellerische Durchbruch gelang ihm 1982 mit dem Brotherhood-of-War-Roman The Lieutenants. In diesem und in vielen seiner anderen Werke traf er zudem die Stimmungslage der amerikanischen Soldaten, seiner treuesten Leser, was ihm den Ruf eines „troubadour of the American serviceman“ (The Washington Post) eingetragen hat.
Griffin lebte in Fairhope, Alabama, zeitweise auch in Argentinien (seine Ehefrau stammt von dort). Dies inspirierte ihn dazu, in seinen Honor-Bound-Romanen Fragen der jüngeren argentinischen Geschichte nachzugehen, etwa dem ambivalenten Verhältnis Argentiniens zu den Achsenmächten im Zweiten Weltkrieg und zur stillschweigend tolerierten Einwanderung von großen und kleinen Nazis nach Kriegsende.

## Veröffentlichungen (Auswahl)
- MASH
- Soldatensaga, Brotherhood of War (Romanreihe)
  - Lieuntnants, The Lieutenants
  - Captains, The Captains
  - Majors, The Majors
  - Colonels, The Colonels
  - Green Berets, The Berets
  - Generals, The Generals
  - Die neue Generation, The New Breed
  - Die Flieger, The Aviators
  - Special Ops
- The Corps (Romanreihe)
  - Semper Fi
  - Call to Arms
  - Counterattack
  - Battleground
  - Line of Fire
  - Close Combat
  - Behind the Lines
  - In Danger’s Path
  - Under Fire
  - Retreat, Hell!
- Men at War (Romanreihe)
  - The Last Heroes
  - The Secret Warriors
  - The Soldier Spies
  - The Fighting Agents
  - The Saboteurs
  - The Double Agents
- Honor Bound (Romanreihe)
  - Honor Bound
  - Blood and Honor
  - Secret Honor
  - Death and Honor
  - The Honor of Spies
- Badge of Honor (Romanreihe)
  - Men in Blue
  - Special Operations
  - The Victim
  - The Witness
  - The Assassin
  - The Murderers
  - The Investigators
  - Final Justice
  - The Traffickers
  - The Vigilantes
- By Order of the President (Romanreihe)
  - Im Auftrag des Präsidenten, By Order of the President
  - In tiefster Gefahr, The Hostage
  - The Hunters
  - The Shooters
  - Black Ops
  - The Outlaws
  - Covert Warriors